# Mauritiusparakit
Mauritiusparakit (Psittacula eques) är en fågel i familjen östpapegojor inom ordningen papegojfåglar.

## Utseende och läte
Mauritiusparakit är en 36 cm lång, långstjärtad grön parakit. Hanen har lysande röd näbb, medan honans är mörk och har generellt mörkare fjäderdräkt. Den förväxlas lätt med halsbandsparakiten, men denna är mindre och ljusare. Lätena skiljer sig också, högljudda "kaaark kaaark" i flykten och vassa korta "kik kik", helt olikt halsbandsparakitens ljusa skrin.

## Utbredning och systematik
Fågeln förekommer enbart på Mauritius och är den enda nu levande papegojan i Maskarenerna. Den behandlas som monotypisk, det vill säga att den inte delas in i några underarter.

## Status
IUCN kategoriserar den som sårbar.